# Johan Andersson (développeur)
Pour les articles homonymes, voir Johan Andersson.
Johan Andersson est un concepteur et développeur suédois né le 28 août 1974.
Il est le développeur principal de Paradox Interactive et directeur de sa filiale Paradox Development Studio.
Avant de travailler pour Paradox, il a été employé chez Funcom où il a travaillé en tant que programmeur sur la console Mega Drive de Sega sur des jeux tels que Nightmare Circus et NBA Hang Time.
Sa philosophie de conception est « de créer des mondes crédibles ».
En novembre 2018, il participe à la fondation de la société suédoise Embark Studios, avec les vétérans Magnus Nordin, Rob Runesson, Stefan Strandberg, Patrick Söderlund (en), Jenny Huldschiner.